# اچ‌ام‌ای‌اس استوارت (دی‌ئی ۴۸)
اچ‌ام‌ای‌اس استوارت (دی‌ئی ۴۸) (به انگلیسی: HMAS Stuart (DE 48)) یک کشتی بود که طول آن ۱۱۲٫۸ متر (۳۷۰ فوت) بود. این کشتی در سال ۱۹۶۱ ساخته شد.